# 채드 벨
채드윅 미카 벨(영어: Chadwick Micah Bell, 1989년 2월 28일 ~ )은 미국의 야구 선수이자, 전 KBO 리그 한화 이글스의 투수이다.

## 미국 프로야구 시절
2009년에 텍사스 레인저스에 입단하였다.

## 한국 프로야구 시절

### 한화 이글스 시절
2019년에 키버스 샘슨, 데이비드 헤일을 대체할 외국인 투수로 영입되었다. 2020년 10월 6일 부상과 부진이 겹쳐 웨이버 공시됐다.